# Bijawar
Bijawar är en stad i den indiska delstaten Madhya Pradesh, och tillhör distriktet Chhatarpur. Folkmängden uppgick till 20 513 invånare vid folkräkningen 2011. Staden grundades av Bijai Singh på 1600-talet. Ett furstendöme grundlades i Bijawar 1769 av den hinduiske rajputen Bir Singh Deo.